# 콤비콜라
콤비콜라(Combi Cola)는 해태htb에서 1996년에 시판된 콜라다. 미국의 코트 베버리지(Cott Beverages, 현 프리모 워터(Primo Water))에서 콜라 원액을 들여와 만들었다. LG생활건강이 해태htb를 인수한 뒤에는 단종되었고, 대신에 이마트에서 판매하는 PL 전용 콜라로 해태htb에서 OEM 생산되어 콤비 콜라(Combi Cola)의 명맥을 유지하고 있다.

## 용량
- 190ml(캔)
- 350ml(페트)
- 1.5L(페트)

## 같이 보기
- 축배사이다
- 롯데음료
- 이마트
- 코카-콜라
- 펩시콜라
- 815콜라
- 맥콜
- 밀키스
- RC콜라